# La traccia del vento
La traccia del vento è un romanzo della scrittrice italoamericana Ben Pastor, il quarto nel ciclo dedicato al personaggio ricorrente di Elio Sparziano.

Narra l'ennesima missione del protagonista, inviato come ispettore imperiale in Britannia, nell'estate dell'anno 305 d.C.: iniziata come incarico militare e logistico, la missione finisce per sfociare in un'indagine criminale e politica sul massacro di un'intera guarnigione romana.

## Titolo
Il titolo originale del romanzo, The Cave of the Winds, (“La cava dei venti”) fa riferimento ad una mitica caverna, posta nella zona settentrionale della Britannia, da cui avrebbero origine tutti i venti che travagliano l'Isola. Il titolo italiano sottolinea invece la precarietà delle labili tracce sulle quali procede l'indagine del protagonista. Entrambe le versioni, con l'introduzione del “vento” (= Aria), concludono lo schema dei quattro elementi costruito attraverso i titoli dei precedenti romanzi (Acqua, Fuoco e “pietra” = Terra).

## Incipit
“It takes a bunch of Romans to come sailing on a penis, and an uncircumcised one at that!”

Waiting to greet him at the wharf, Baruch ben Matthias cried out in his provincial Greek, and smirked as he pointed at the name of the ship.

Aelius scarcely believed his eyes, but would not give the Jew the pleasure of knowing how surprised he was by the meeting. He smiled back, and grabbed the other’s hand to step up from the rowboat onto the quayside. “It doesn’t seem to impair its ability to mount the waves, Baruch.” 

“Good answer.” 

As they faced each other, the rope’s lead had been thrown from the deck, and harbor crewmen began mooring it. When a commercial vessel went by, water moved sluggishly against the hull of the navy ship as it made a slow turn, showing its port side to the stern. Ben Matthias made a scandalized face. “Ugh, what’s that under the bulwark?” 

“Heads.” 

“Human heads.” The Jew spat a wad of saliva in the dark water off the jetty. “Unclean,” he muttered in his beard.»
- Ci volevano i romani per veleggiare su un pene, e neanche circonciso”!

Salutandolo dal molo, Baruch ben Matthias urlò la frase nel suo greco provinciale, ghignando e indicando il nome della nave.
Elio era stupito, ma non voleva dargli la soddisfazione di apparire tale. Sorridendo afferrò la mano che l’altro gli tendeva per salire dalla barca a remi sulla banchina. – Non è un impedimento quando si tratta di montare le onde, Baruch.

- Ben detto.

Mentre si fronteggiavano, la cima venne gettata dalla nave e i marinai presero a ormeggiare. Quando passò un vascello mercantile, l’acqua si mosse pigra contro la murata dello scafo militare, che roteò mostrando il lato di bordo fino alla poppa. Ben Matthias fece una smorfia. – Ugh, cosa c’è sotto il parapetto?

- Teste.

- Teste umane. – L’ebreo sputò un grumo di saliva nell’acqua scura del molo. – Immondo  - borbottò nella barba.»
(traduzione di Judy Faellini)

## Trama
Nell'estate del 305 d.C. il comandante Elio Spaziano riceve l'incarico di recarsi in Britannia per svolgere un compito di carattere amministrativo e militare: dovrà ispezionare i presidi romani nella zona del Vallo di Adriano, valutandone l'efficienza e l‘utilità.
 Va ad alloggiare nell'insediamento militare di Uxelodunum Petrianae, sotto il comando del prefetto Uber e viene affiancato da un valido ufficiale che gli farà da assistente: il tribuno Gneo Macro.
Ancor prima che l'ispezione inizi giunge la notizia che Aestiva Transvallum, un forte poco a nord del Vallo, è stato attaccato ed incendiato; nell'attacco è perita l'intera guarnigione – una quarantina di uomini – anche se tra i cadaveri rinvenuti sul posto ne mancano all'appello cinque. Non è chiaro chi siano i responsabili dell'attacco, né i motivi della distruzione dell'insediamento; Elio nota parecchie incongruenze ed inizia a nutrire sull'episodio molti dubbi che lo inducono ad indagare più in profondità. 
 Un paio di successivi omicidi, apparentemente strani e inspiegabili ma in realtà molto significativi, lo aiuteranno a ricostruire l'esatta sequenza degli avvenimenti e ad individuarne l'origine e la ragione.
 Con il prezioso supporto di alcuni amici, tra cui Cania, la bella moglie del prefetto Uber, Elio riuscirà a scoprire i responsabili materiali e morali degli eventi criminosi. Non riuscirà però ad assicurarli tutti alla giustizia, e in ogni caso la sorta di caccia al tesoro nella quale si è ritrovato coinvolto rimane momentaneamente sospesa, in attesa di essere conclusa in luoghi ben diversi dalla Britannia.
 Ma non sono queste le uniche brutte circostanze da affrontare: mentre sta per portare a termine la propria indagine, Elio viene raggiunto da una lettera proveniente dall'Egitto, che gli comunica tristi notizie relative ad Anubina, la donna da lui amata e mai dimenticata; all'orizzonte inoltre si profila la crisi dell'impero dopo la morte annunciata di Costanzo Cloro, ormai malato da tempo. Rilevante sarà senza dubbio il ruolo giocato dall'ambizioso Costantino, che già si prepara alla difficile successione.

### Particolarità narrativa
Il romanzo narra una storia autoconclusiva ed un'indagine che trova la propria risoluzione: tuttavia alcuni particolari della vicenda sono stati lasciati volutamente in sospeso, probabilmente in attesa di essere ripresi e portati a termine nel successivo romanzo, ambientato in Oriente.

## Personaggi
- Elio Sparziano. Comandante di cavalleria, storico ed uomo di corte, occasionalmente coinvolto in indagini di tipo criminale.
 La sua carriera si è svolta soprattutto all'ombra della protezione e della benevolenza da parte dell'imperatore Diocleziano, ormai ritiratosi a vita privata dopo l'abdicazione al trono. Attualmente Elio si trova in posizione potenzialmente più debole e precaria, ma ciò non diminuisce la sua fedeltà allo Stato né il suo senso del dovere.

- Gneo Macro. Tribuno della XX Legione Valeria Victrix, momentaneamente distaccato a Petrianae. Originario di Capua, è bruno e scuro di pelle. Coetaneo di Elio, ha alle spalle quindici anni di carriera militare che lo hanno portato ad essere centurione e poi tribuno. Prima della Britannia, ha servito in Gallia e in Numidia. Estroverso e chiacchierone, è un'insostituibile fonte di preziose informazioni. Possiede inoltre un forte senso del dovere ed una profonda lealtà. Una volta congedato, sogna di riuscire a dedicarsi a quelle che sono le sue passioni dominanti: la pesca e l'allevamento dei pesci.

- Domizio Uber. Prefetto al comando dell'insediamento militare di Uxelodunum Petrianae. Rigido ed ambizioso, è molto attento e formale nel difendere la propria posizione personale e politica.

- Cania Lucilia Amanda. Infelice seconda moglie di Uber, che l'ha sposata solo per ragioni economiche e di opportunità. Ma la donna aspira a ben altro: con l'aiuto di Sparziano e delle circostanze tenterà di trovare la propria strada verso una più felice e consistente esistenza.

- Arpagio. Governatore civile della Britannia. Tutti lo considerano un vecchio debole e alquanto svampito.

- Spurio Murena. Dux Britanniarum, ovvero governatore militare della Britannia. È in tutto e per tutto un soldato retto e onesto, tradizionalista e conservatore. L'elemento che maggiormente lo contraddistingue è l'eloquio sintetico e telegrafico, essenziale nella sua espressività.

- Aura detta Aziza. Di origine siriana, sposata con Filomuso, un uomo di cui si sono perdute le tracce, la donna gestisce con successo un panificio a Petrianae. Affascinante, procace e sensuale, pare avere una relazione con il comandante Uber. Attorno a lei si concentrano alcune incertezze e molti misteri.

- Paccio Cicada. Anziano e quasi pensionato ufficiale comandante del forte di Aestiva Transvallum, perito assieme ai suoi uomini nel corso dell'attacco subito dall'insediamento. Aveva servito per lungo tempo in Oriente; in Britannia sembrava essersi circondato degli stessi uomini che avevano servito sotto di lui in passato. Aveva una moglie dedita quasi esclusivamente ai pellegrinaggi religiosi che viveva a Lugovalium[3], ma intratteneva rapporti di tipo sentimentale con la bella Aziza.

- Baruch ben Matthias. Mercante ed artefice di immagini funebri. Ex nemico di Elio Spaziano durante la ribellione in Egitto, ora ne è diventato amico ed informatore. Si trova in Britannia ufficialmente per ragioni d'affari, ma in realtà per ben altri motivi.

- Simeon ben Ilia. In quanto fratello della sua terza moglie, è il cognato di ben Mattias, più giovane di lui di circa vent'anni. Calmo e pacato, è anche un medico ed ha servito per lungo tempo presso il governatore Arpagio. Ben Matthias lo mette in contatto con Elio, e ben Ilia assiste utilmente il comandante nel corso della sua indagine.

## Cronologia
La vicenda narrata nel romanzo, ambientata nella Britannia romana del Tardo Impero,  si estende da domenica 26 agosto del 305 d.C. a venerdì 19 ottobre dello stesso anno.

## Prefazione
Nella Nota introduttiva che apre il volume l'autrice riepiloga brevemente le vicende narrate nei precedenti romanzi del ciclo, in modo da rendere più facilmente comprensibili gli occasionali accenni al passato inclusi ne La traccia del vento.
 Riassume anche l'episodio più significativo in funzione dello sfondo storico sul quale la vicenda del romanzo si dipana: l'usurpazione di Carausio e la breve costituzione di un regno indipendente nella provincia di Britannia, in seguito violentemente riconquistata dai Romani sotto il comando di Costanzo Cloro. Episodio che a dodici anni di distanza dalla morte di Carausio  (avvenuta nel 293 d.C.) suscita ancora rabbiosi ricordi e profonde nostalgie in ampie fasce della popolazione locale.

## Nota storico-letteraria
Nel corso della narrazione, nella sua qualità di storico, Elio Sparziano dichiara che dopo aver portato a termine le biografie degli imperatori Adriano, Alessandro Severo, Caracalla, Geta e Pescennio Nigro si appresta a scrivere anche quelle di Filippo l'Arabo, Didio Giuliano e Treboniano: l'affermazione, frutto della immaginazione narrativa dell'autrice, è curiosa perché mentre il primo gruppo biografico - incluso in quella discussa opera che è la cosiddetta Historia Augusta - viene effettivamente attribuito dalla tradizione ad uno scrittore di nome Elio Sparziano, l'altro costituisce invece una parte della stessa Historia Augusta che per noi risulta perduta e della quale in ogni caso l'autore – o gli autori – non sono noti. Alcuni critici hanno addirittura ipotizzato che quella parte potrebbe non essere mai stata effettivamente redatta.
 Esiste invece, e fa parte della stessa Historia Augusta, l'altra biografia che Elio si augura di riuscire a scrivere - quella dell'imperatore Aureliano, sotto il cui regno lui stesso è nato: dalla tradizione viene però attribuita ad un autore diverso, di nome Flavio Vopisco.

## Edizioni

### Edizione italiana
- Ben Pastor, La traccia del vento, traduzione di Judy Faellini, Hobby & Work Publishing, 2012,  p. 350, ISBN 978-88-97853-25-1.

### Edizione statunitense
L'edizione statunitense è prevista per il 2013.